# Hagelkreuzstraße 27 (Mönchengladbach)

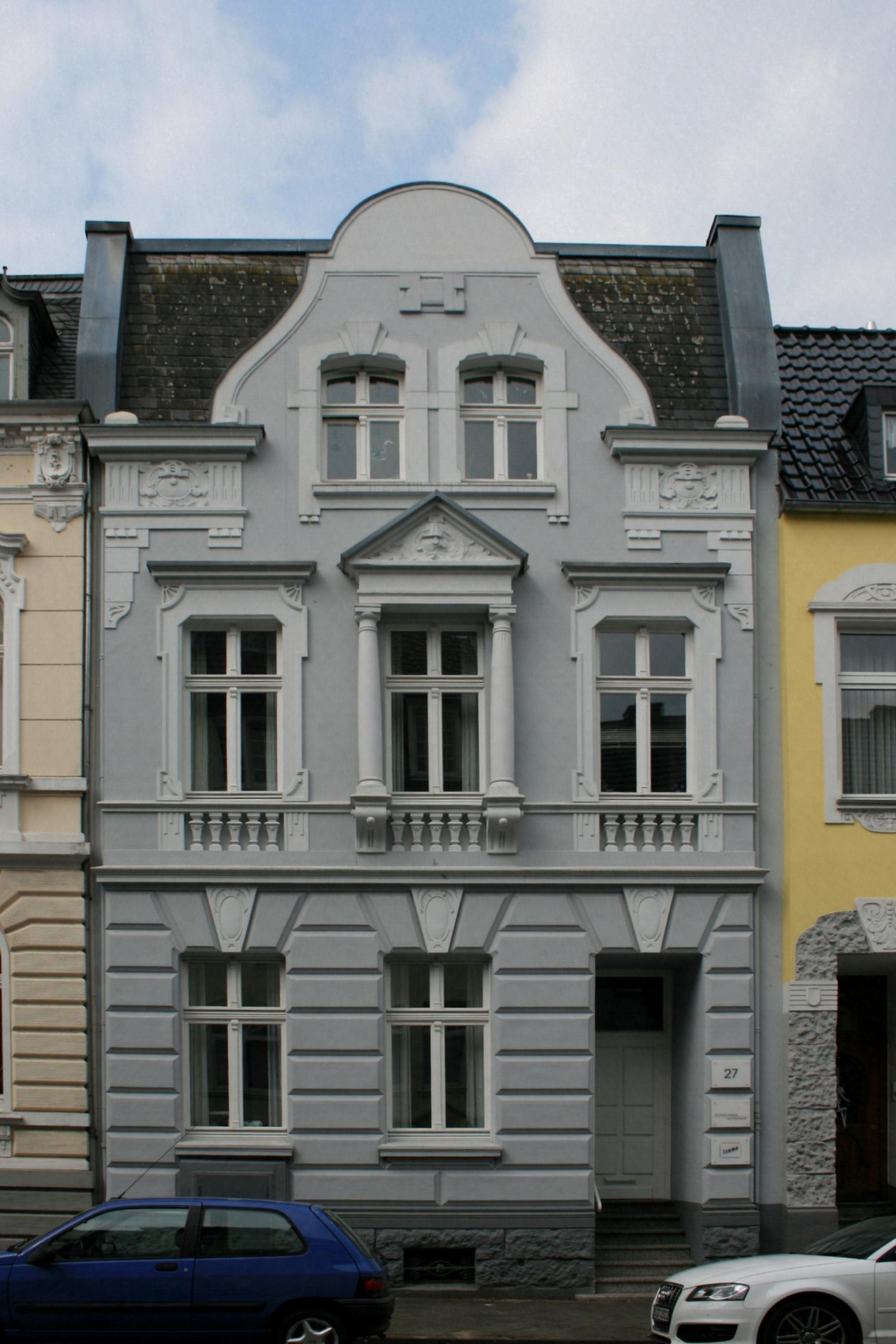
Wohnhaus (2010)

Das Wohnhaus Hagelkreuzstraße 27 steht in Mönchengladbach (Nordrhein-Westfalen).
Das Gebäude wurde 1905 erbaut. Es wurde unter Nr. H 066  am 7. August 1990 in die Denkmalliste der Stadt Mönchengladbach eingetragen.

## Architektur
Das Objekt liegt im Gebiet der nördlichen Stadterweiterung zwischen Wasserturm und Bunten Garten in einer weitgehend intakten, nur stellenweise durch Neubauten oder Fassadenmodernisierung gestörten Häuserzeile. Bei dem Objekt handelt es sich um ein zweigeschossiges, dreiachsiges Traufenhaus aus dem Jahre 1905.